# Tokyo Drifter – Der Mann aus Tokio
Tokyo Drifter – Der Mann aus Tokio (jap. 東京流れ者, Tōkyō nagaremono, dt. „Tokio-Vagabund“) ist ein japanischer Gangster- bzw. Yakuza-Film der Nikkatsu von Regisseur Seijun Suzuki aus dem Jahr 1966. Der Film handelt von einem jungen Nachwuchsgangster, der aus tiefster Loyalität zu seinem väterlichen Mentor seinen Freiheitsdrang auslebt und rastlos zum titelgebenden „Vagabund von Tokio“ wird, ohne jemals Ruhe und Halt zu finden oder sein früheres Leben als Krimineller hinter sich lassen zu können.
Der Film wurde erstmals am 10. April 1966 in Japan veröffentlicht. Die deutsche Leinwandpremiere erfolgte am 11. Oktober 1990 in Originalsprache mit deutschen Untertiteln. Am 7. Oktober 1995 wurde der Gangsterstreifen unter dem Titel Abrechnung in Tokio erstmals in einer synchronisierten Fassung im deutschen Fernsehen ausgestrahlt.

## Handlung
Tokio, Japan. Der alternde Yakuza-Boss Kurata löst sein kriminelles Syndikat auf, da er eine friedliche, bürgerliche Existenz als ehrenwerter Geschäftsmann anstrebt. Seine rechte Hand, der junge Untergebene Tetsu, schwört schweren Herzens jeglicher Gewalt ab, um seinem ausgeprägten Ehrenkodex folgend seinen Ziehvater pflichtbewusst auf dem Pfad der Tugend zu begleiten. Dieser erwirbt mit geliehenem Geld eines befreundeten Geschäftsmannes eine mehrstöckige Immobilie nebst Nachtclub.
Der plötzliche Wandel Kuratas führt unweigerlich zu Begehrlichkeiten rivalisierender Gangsterfamilien. Yakuza-Boss Otsuka beschließt, das hinterlassene Machtvakuum schnellstmöglich zu füllen. Gleichzeitig möchte der skrupellose Ganove seinen ehemaligen Kontrahenten ruinieren, da er sowohl mit Kurata als auch mit dessen Gefährten Tetsu, der ihm einst die Gefolgschaft verweigerte, noch eine Rechnung offen hat.
Als Kurata eines Tages ausstehende Verbindlichkeiten von acht Millionen Yen nicht begleichen kann, bürgt Tetsu selbstlos mit seinem Leben. Jene Schuldverschreibungen gelangen durch eine räuberische Intrige in den Besitz des skrupellosen Otsuka, der mit seinem Vergehen gegen die obersten Werte der Organisation verstößt. Wenig später versucht Otsuka sich in erpresserischer Absicht zum neuen Eigentümer zu machen, doch Tetsu bewahrt seinen Herren – Kurata tötete beim Versuch sich zu verteidigen versehentlich eine junge Frau – in höchster Not vor Schwierigkeiten. In dieser Situation erkennt Otsuka, dass er seinen Rivalen Kurata in der Hand hat. Es gilt nur noch den Störenfried Tetsu zu beseitigen, um dann den isolierten, schutzlosen Kurata leichter betrügen zu können.
Tetsu nimmt Kuratas Schuld auf sich. Um Schaden von seinem Herren abzuwenden, verlässt der treue Tetsu aus Ehre und Pflichtgefühl Tokio und wird zum vagabundierenden „Tokyo Drifter“, der singend seine Wanderschaft erträgt. Sein Leben ist aber dennoch von Otsukas Schergen bedroht, allen voran von „Viper“ Tatsu, die ihn unentwegt jagen. Unterwegs trifft Tetsu auf Kenji Aizawa, einen desillusionierten Aussteiger der Otsuka-Gruppe, der so etwas wie ein Freund wird.
Derweil erliegt Kurata einer verwerflichen Abmachung seines Widersachers. Tetsu wird als Auslöser allen Übels dargestellt, den es zu beseitigen gilt. Obwohl Tetsu weiterhin seinem Herrn loyal ergeben ist, erwidert sein Ziehvater das Vertrauen nicht. Dieser fordert nun offen dessen Tod, um die eigenen Vermögenswerte als auch die eigene Sicherheit nicht zu gefährden. Am Ende des Films rächt sich Tetsu an Otsuka und dessen Gefolgsleuten, die er in einer wilden Schießerei fast zeitgleich tötet. Sein verräterischer Mentor erkennt sein klägliches Scheitern und wählt verwundet den Freitod. Tetsu löst sich in der letzten Szene des Films von seiner Freundin, der Sängerin Chiharu, um seine Reise mit unbekanntem Ziel allein fortzusetzen.

## Hintergrund
Seijun Suzuki gehörte seit Jahren dem Produktionsstudio Nikkatsu an, für das er trotz spartanischer Arbeitsbedingungen über Jahre Fließbandfilme ablieferte und so vom Regieassistent zum Regisseur aufstieg. Nach eigener Aussage war es dort damals üblich, Drehbücher erst etwa zehn Tage vor Drehbeginn dem verantwortlichen Regisseur zukommen zu lassen, so dass nicht genügend Zeit für Änderungen zur Verfügung stand und die ganze Produktion unter einem enormen Zeitdruck binnen weniger Tage heruntergekurbelt werden musste. Des Weiteren verlangten die Studiobosse von ihm, dass Hauptdarsteller Tetsuya Watari höchstpersönlich das Titellied anstimmt, welches dann im Film möglichst oft wiederholt werden musste. Suzuki machte aus dieser Forderung einen singenden und pfeifenden Yakuza auf Wanderschaft.
Die Produzenten waren mit dem Film nicht gänzlich zufrieden und baten den experimentierfreudigen und kreativen Regisseur zum Nachdreh für eine zusätzliche Szene, die Suzuki mit Tetsuya Watari und Hideaki Nitani abdrehte. Das künstlerisch angehauchte Ergebnis missfiel den Verantwortlichen, so dass es keine Verwendung im fertigen Film fand. Die zunehmende gewollte Künstlichkeit Suzukis führte zu ersten Meinungsverschiedenheiten, die ein Jahr später mit dem Film Branded to Kill eskalierten und Nikkatsu veranlassten, die Zusammenarbeit mit ihrem Hausregisseur nach 40 gemeinsamen Filmproduktionen zu beenden. Es folgte ein jahrelanger Rechtsstreit mit dem in Ungnade gefallenen Regisseur.

## Kritiken
„Eine Gangster-Ballade über das Töten und die Einsamkeit, erzählt in knallbunten Farben, die sich zu einer grellen Symbolik verdichten. Sie spielt durchaus geschickt mit den eigenen filmischen Mitteln und steckt voller Verweise auf den Gangsterfilm - speziell den ‚existentialistischen‘ französischen der 60er Jahre.“ (Lexikon des internationalen Films)